# Curt Victor Clemens Grolig
Curt Victor Clemens Grolig, né le 15 juin 1805 à Meissen (près de Dresde) et mort le 26 novembre 1862 à Versailles, est un peintre paysagiste et de marines allemand.

## Biographie
Curt Victor Clemens Grolig est le fils de Christian Gotthelf Grolig, capitaine, et de Christiane Dorothéa Saal.
Autodidacte, il expose ses natures mortes, fleurs et fruits, dès 1822 à Dresde. À partir de 1827, il étudie à l’École supérieure des beaux-arts de Dresde auprès de Johan Christian Dahl jusqu'en 1833. Il voyage ensuite dans le nord de l’Allemagne, au Danemark, en Norvège, et aux Pays-Bas. En 1838, il revient à Munich, visite l'Algérie en 1842, puis arrive à Paris où il est élève d'Hippolyte Lazerges et de Benjamin Roubaud. Il expose au Salon de 1844 à 1861.
En 1845, il obtient une médaille d'or.
En 1847, il épouse à Alger Agathe Clauzon Descous.
Il emménage à Versailles où il devient élève et collaborateur d’Horace Vernet.
Il meurt à son domicile de Versailles, à l'âge de 57 ans.

## Œuvres exposées aux Salons parisiens
- Vue de Blidah, prise du pied de l’Atlas, à l’Est, au Salon de 1844
- Vue d’Alger, prise entre le camp de Couba et Hussayn-Dey, au Salon de 1844
- Maison de campagne, environs d’Alger, au Salon de 1845 (Boulogne-sur-Mer)
- Naufrage de la corvette de charge la Marne, commandée par M. Gatier, capitaine de corvette, au Salon de 1845
- Partie près d'Alger, sur la voie romaine conduisant à Birkhradem, au Salon de 1845
- Scène de naufrage, côte d’Afrique, aux environs de Philippeville, au Salon de 1845 (Boulogne-sur-Mer)
- Vue prise dans le port d'Alger, au Salon de 1845
- Vue prise sur la place du Gouvernement, à Alger, au Salon de 1845
- Halte d'Arabes dans le Deniah, au Salon de 1846
- Intérieur des citernes romaines de Hippone en Afrique, qui servirent pendant plusieurs siècles de sépulcre aux restes de saint Augustin, évêque de Hippone ; effet de nuit, au Salon de 1846
- Paul et Virginie, au Salon de 1846
- S. A. R. Mgr le duc d'Orléans débarquant dans le port d'Alger et reçu par M. le maréchal Valée, au Salon de 1846
- Secours trop tard, au Salon de 1846, marine
- Vue d'Alger, prise entre le camp de Couba et Hussayn-Day, au Salon de 1846 (Douai)
- Vue dans les environs d'Alger, au Salon de 1846
- Vue de Blidah, prise du pied de l'Atlas à l'Est, au Salon de 1846 (Douai)
- Vue de la grande mosquée et de la marine d'Alger, au Salon de 1846
- Vue de Paris, près de Meudon, au Salon de 1846
- Vue sur la plaine de la Mitidja, près d'Alger, au Salon de 1847
- Bataille navale de Palerme entre la flotte française et les flottes combinées de Hollande et d'Espagne (31 mai 1676), au Salon de 1848
- Naufrage du Catarequi en pleine mer, près des côtes d'Amérique, au mois d'août 1846, au Salon de 1848
- Partie dans le Lahel. (Environs d'Alger), au Salon de 1848
- Un torrent dans Bergen-Stift (Norvège), au Salon de 1849
- Paysage dans les environs de Bone en Afrique, pris au-dessus des anciennes carrières romaines, au Salon de 1849
- Dans les montagnes de l’Algérie, au Salon de 1850
- Marine, côtes de Norvège, au Salon de 1850
- Paysage (environs d'Alger), au Salon de 1850
- Bâtiments hollandais près des côtes, au Salon de 1852
- Coucher de soleil en mer, au Salon de 1852
- Un torrent dans les montagnes, au Salon de 1852
- Vue prise dans le parc de Beauregard, au Salon de 1853
- Le cap de fer, côte de la Kabylie, au Salon de 1855, marine
- Parc de Beauregard, environs de Versailles, au Salon de 1855
- Paysage ; arabes près d’un puits dans les environs de Guelmah (Afrique), au Salon de 1857
- Paysage ; environs de Versailles, au Salon de 1857
- Brisans sur le cap de Fer (côte d’Afrique), au Salon de 1859
- Site en Bergenslift (Norvége), au Salon de 1859
- Vue de la Bouzzaréah, près d’Alger, au Salon de 1859
- Brisants sur la côte d’Alger, au Salon de 1861
- Le lendemain d’une tempête dans la baie de Bougie, au Salon de 1861
- Torrent en Bergenstift (Norvége), au Salon de 1861 (Toulouse)
- Vue dans le port d’Alger, au Salon de 1861 (Toulouse)